# Тарощин, Леонид Иванович
Леони́д Ива́нович Тарощин (16 марта 1915, Киев — 21 ноября 2003, Москва) — советский военнослужащий, старший лейтенант запаса, заслуженный лётчик-испытатель СССР. Похоронен на Рогожском кладбище города Москвы.

## Профессиональная биография
С апреля 1941 года по июнь 1950-го работал лётчиком-испытателем Лётно-исследовательского института, принимал участие в испытаниях истребителей Як-1, ЛаГГ-3 на управляемость и устойчивость, в 1943 году испытывал самолёты Ил-1 и Ил-2 с разбалансированным рулевым управлением на флаттер, в разные годы провёл испытания машин Пе-2РУ (1945 год), Як-15 (1946 год), МиГ-9 в условиях сильного обледенения (1948 год), Ла-150 на максимальных скоростях (1949 год) и И-320 на пилотаж.